# Pseudocalamobius obscuriscapus
Pseudocalamobius obscuriscapus är en skalbaggsart som beskrevs av Stefan von Breuning 1975. Pseudocalamobius obscuriscapus ingår i släktet Pseudocalamobius och familjen långhorningar.
Artens utbredningsområde är Nepal. Inga underarter finns listade i Catalogue of Life.